# Alternaria tenuissima
Espèce
Alternaria tenuissima est une espèce de champignons phytopathogènes de la famille des Pleosporaceae.

## Systématique
Le nom correct complet (avec auteur) de ce taxon est Alternaria tenuissima (Kunze) Wiltshire, 1933. L'espèce a été initialement classée dans le genre Helminthosporium sous le basionyme Helminthosporium tenuissimum par Gustav Kunze, en 1818, avant d'être déplacée dans le genre Alternaria par le mycologue Samuel Paul Wiltshire, en 1933.

### Synonymes
Alternaria tenuissima a pour synonymes :
- Helminthosporium tenuissimum Kunze, 1818 (basionyme)
- Alternaria rumicicola R.L. Mathur, Agnihotri & Tyagi, 1962
- Macrosporium amaranthi Peck, 1895
- Macrosporium pruni-mahalebi Săvul. & Sandu, 1935
- Macrosporium podophylli Ellis & Everh., 1891
- Macrosporium maydis Cooke & Ellis, 1878
- Macrosporium martindalei Ellis & G. Martin, 1884
- Alternaria amaranthi (Peck) J.M. Hook (1921), 1921
- Clasterosporium tenuissimum (Kunze) Sacc., 1886
- Macrosporium tenuissimum (Kunze) Fr., 1832

### Liste des variétés
Selon MycoBank (7 avril 2022) :
- Alternaria tenuissima var. alliicola T.Y. Zhang, 1999
- Alternaria tenuissima var. catharanthi T.Y. Zhang & X.F. Lin, 1999
- Alternaria tenuissima var. godetiae Neerg., 1945
- Alternaria tenuissima var. tenuissima
- Alternaria tenuissima var. trachelospermicola T.Y. Zhang, X.F. Lin & W.Q. Chen, 1999
- Alternaria tenuissima var. verruculosa S. Chowdhury, 1966